# فلاديمير ميخائيلوفيتش فيكنتييف
فلاديمير ميخائيلوفيتش فيكنتييف (بالروسية: Владимир Михайлович Викентьев) ـ (كوستروما، روسيا، 6 يوليو 1882 ـ القاهرة، مصر، 1960) هو عالم مصريات روسي.
التحق فيكنتييف بقسم اللغات الرومانية-الجرانية في كلية فقه اللغات التاريخية بجامعة موسكو سنة 1908، وتخرج فيها بتفوق سنة 1913، وفي سنة 1915، عمل بالمتحف التاريخي الذي كان يحمل اسم القيصر إسكندر الثالث، قبل أن يعمل بتدريس فقه اللغة المصرية وتاريخ الشرق الأدنى القديم بالجامعة المصرية (جامعة القاهرة لاحقًا).